# Жужелица Янковского
Жужелица Янковского (лат. Carabus jankowskii) — жук из семейства жужелиц. Видовое название дано в честь Михаила Ивановича Янковского — естествоиспытателя, энтомолога, археолога.

## Описание
Жук длиной 33—46 мм. Голова медно-черного цвета, переднеспинка медно-красная или медно-зеленая.
Надкрылья матовые, оливково-зеленого или коричнево-зеленого цвета, встречаются особи с почти черными с медно-красной или золотисто-зеленой окантовкой.

## Распространение
Обитает на юге Приморского края в Хасанском районе, Корее, Северно-Восточном Китае.

## Местообитания
Предпочитает чернопихтово-широколиственные леса, в предгорьях и по долинам рек.
Встречается с мая по сентябрь, зимует в почве. Питается преимущественно наземными моллюсками и другими беспозвоночными.

## Численность
Наибольшая сезонная численность наблюдается весной и в начале лета. На полуострове Амурский (где расположен Владивосток) последние находки были сделаны в 1920-х гг.; в настоящее время, по-видимому, исчезла.
Общая численность постоянно снижается из-за вырубки лесов, популяция сильно страдает из-за лесных пожаров.

## Замечания по охране
Занесена в Красную книгу России (II категория — сокращающийся в численности вид). Охраняется в заповеднике Кедровая Падь. Мероприятия по охране — ограничение вырубки лесов на юге Приморского края.